# Chrysopogon gryllus
Chrysopogon gryllus är en gräsart som först beskrevs av Carl von Linné och fick sitt nu gällande namn av Carl Bernhard von Trinius. Chrysopogon gryllus ingår i släktet Chrysopogon och familjen gräs. Inga underarter finns listade i Catalogue of Life.

## Bildgalleri

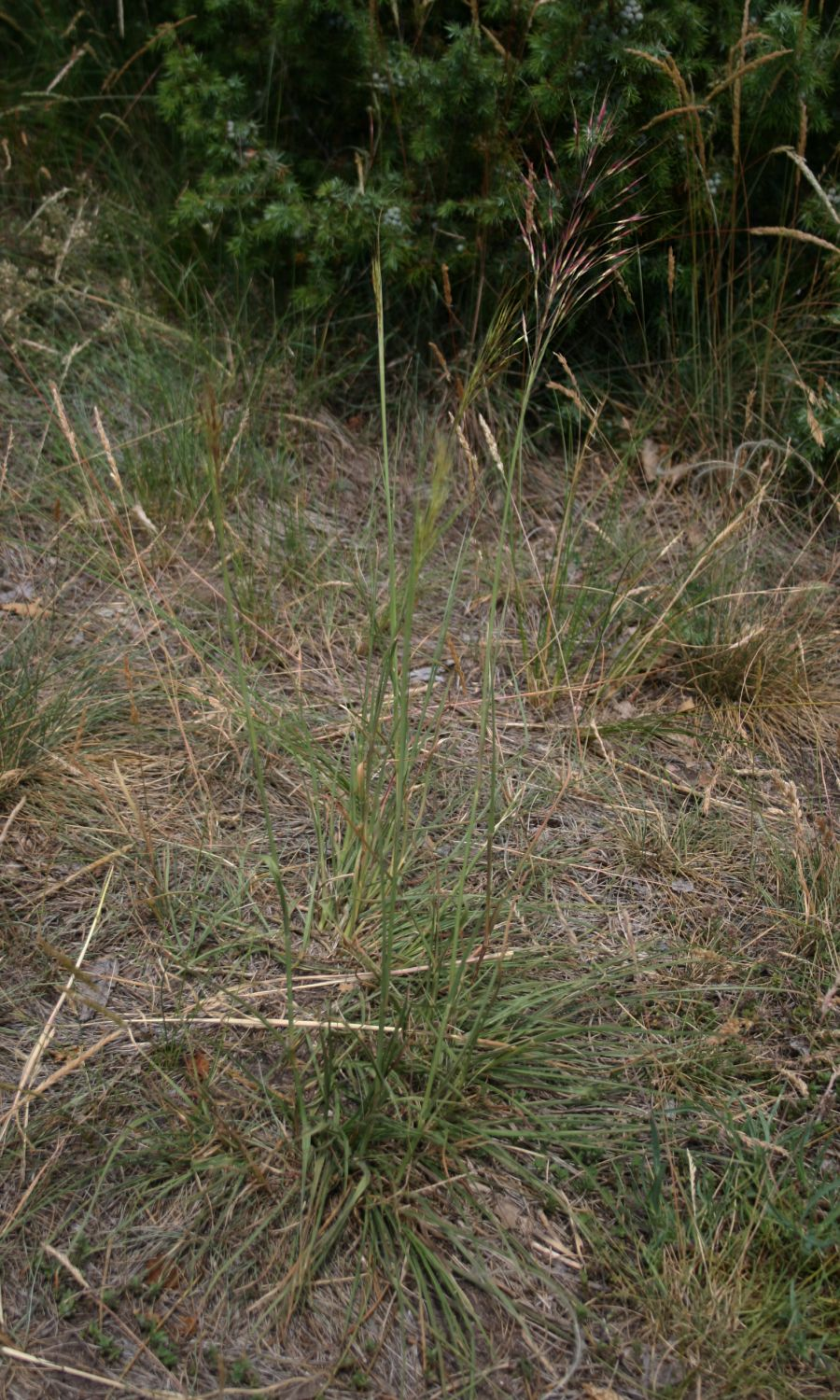
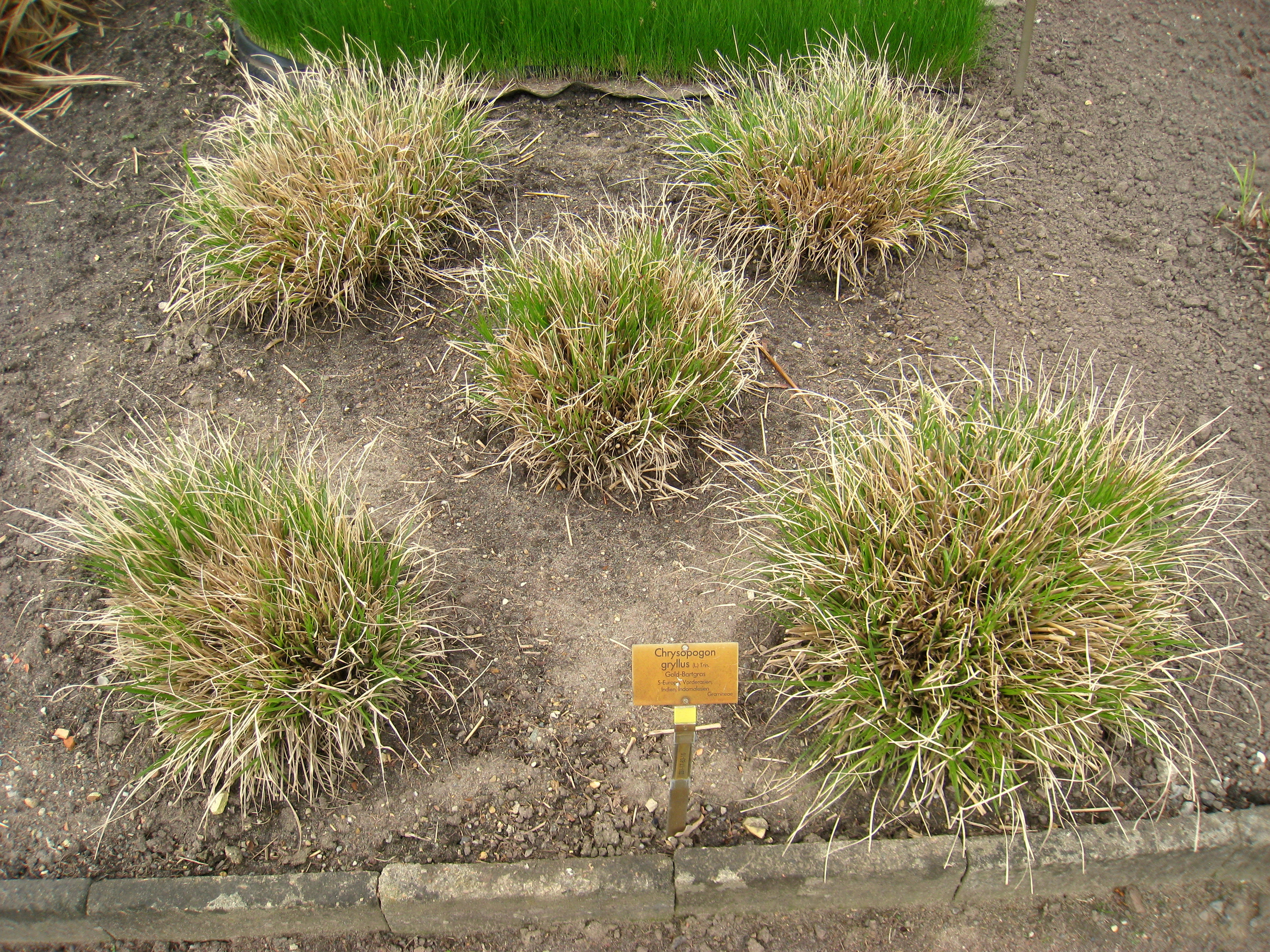
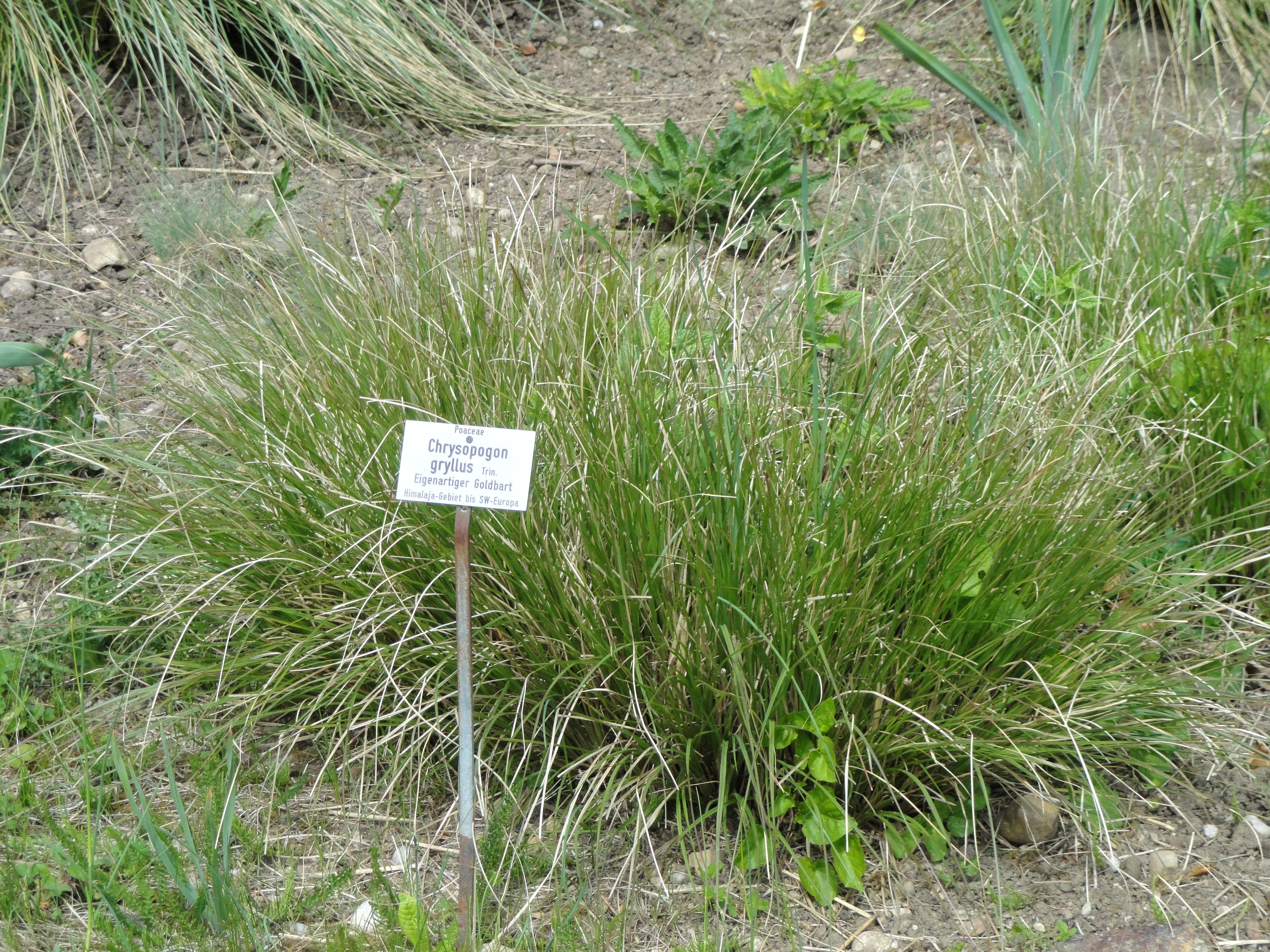
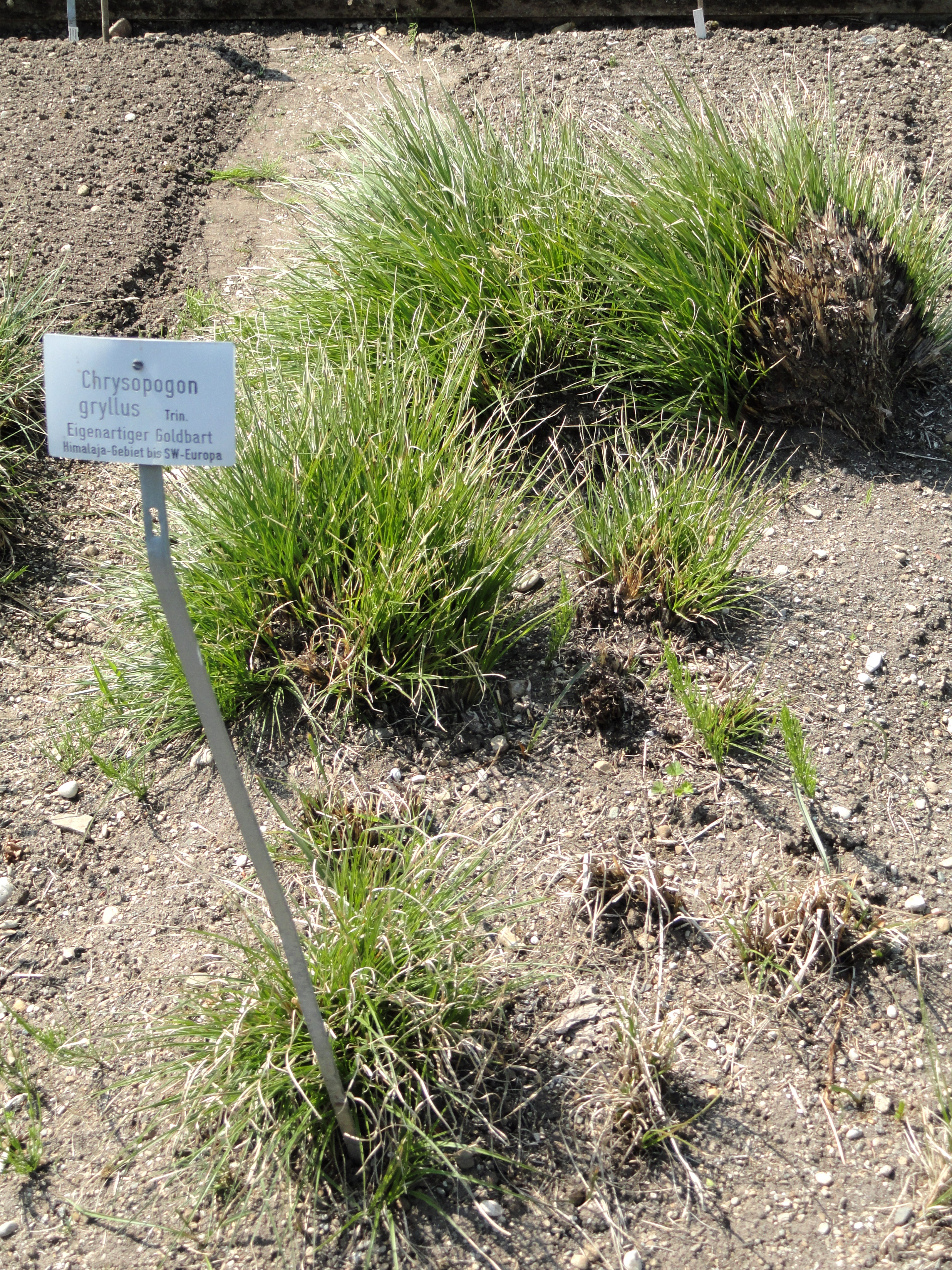